# Birds in the Trap Sing McKnight
Birds in the Trap Sing McKnight – drugi album studyjny amerykańskiego rapera Travisa Scotta wydany 2 września 2016 roku. Wydany przez wytwórnie Grand Hustle i Epic. Płyta zawiera m.in. jeden z największych hitów artysty, „Goosebumps”. Album zadebiutował na 1. miejscu listy Bilboard 200.

## Lista utworów
Źródło:
1. the ends (gościnnie Andre 3000)
2. way back
3. coordinate (gościnnie Blac Youngsta)
4. through the late night (gościnnie Kid Cudi)
5. beibs in the trap (gościnnie NAV)
6. sdp interlude
7. sweet sweet
8. outside (gościnnie 21 Savage)
9. goosebumps (gościnnie Kendrick Lamar)
10. first take (gościnnie Bryson Tiller)
11. pick up the phone (gościnnie Young Thug i Quavo)
12. lose
13. guidance
14. wonderful (gościnnie The Weeknd)

## Odbiór krytyków
Album otrzymał na ogół pozytywne recenzje na podstawie 8 recenzji krytyków zebranych w Metacritic. Serwis Pitchfork przyznał płycie ocenę 7.2 na 10, natomiast Andy Kellman z AllMusic przyznał płycie 3 gwiazdki na pięć.